# ゴッドフレイ・ハロルド・ハーディ
ゴッドフレイ・ハロルド・ハーディ（英語: Godfrey Harold Hardy, 1877年2月7日 - 1947年12月1日）は、イギリスの数学者。

## 略歴
1877年、英国クランリー生まれ。ケンブリッジ大学トリニティ・カレッジ卒業後、長い間オックスフォード大学の講師を務め、その後ケンブリッジの教授となる。リトルウッドとの30年以上の共同研究は、その内容の大きさはもちろん、そのユニークなスタイルによって今日でも語り種となっている。1910年王立協会フェロー選出。

## 業績
初期の頃から解析学全般にわたり広い業績があるが、なかでも解析的整数論に与えた影響は大きい。内容はゼータ関数の零点分布や近似関数等式、加法的整数論での円周法、ディオファントス近似などに著しい業績がある（ハーディ・リトルウッド予想などほとんどリトルウッドとの共著）。
イギリスにおける純粋数学はニュートン以来大陸側に大きく遅れをとっていたが、ハーディやリトルウッドの出現によって挽回、またある部分においては一流のレベルにまで引き上げられた。実際英語で近代的な解析学の教科書を初めて書いたのはハーディ自身であった。著書『ある数学者の生涯と弁明』は非常に有名で、その中の数学に対する彼の価値観はよく引用されるところとなっている。
生物学への貢献としては、集団遺伝学におけるハーディー・ワインベルクの法則（1907年）をドイツのウィルヘルム・ワインベルクとは独立に発見した。

## 逸話
数学者に点数をつけるとすれば、「自分は25点、リトルウッドは30点、ヒルベルトは80点、ラマヌジャンは100点」であるという。また様々なことをクリケットに例える癖があったハーディは、アルキメデス、ニュートン、ガウスらを「ブラッドマン級」と呼び、ラマヌジャンはそれと並ぶ天賦の才と称している。

## 主な著作
- G.H.Hardy,A Course of Pure Mathematics,Third Edition,Wildside press,2009,ISBN 978-1434404923 など。邦訳なし、著作権切れで無料公開されているものもある。
- G・H・ハーディ、C・P・スノー『ある数学者の生涯と弁明』柳生孝昭訳、丸善出版〈シュプリンガー数学クラブ1〉、1994年10月。ISBN 978-4-621-06545-7。
- G・H・ハーディ、E・M・ライト『数論入門I』示野信一・矢神毅訳、丸善出版〈シュプリンガー数学クラシックス8〉、2001年7月。ISBN 978-4-621-06226-5。
- G・H・ハーディ、E・M・ライト『数論入門II』示野信一・矢神毅訳、丸善出版〈シュプリンガー数学クラシックス9〉、2001年7月。ISBN 978-4-621-06247-0。
- G・H・ハーディ、J･E･リトルウッド、G.ポーヤ『不等式』細川尋史訳、丸善出版〈シュプリンガー数学クラシックス11〉、2003年10月。ISBN 978-4-621-06351-4。